# Araneus mbogaensis
Araneus mbogaensis är en spindelart som först beskrevs av Embrik Strand 1913.  Araneus mbogaensis ingår i släktet Araneus och familjen hjulspindlar. Inga underarter finns listade i Catalogue of Life.